# Songarh
Songarh (originalment Sonpuri) fou un estat tributari protegit de l'agència de Kathiawar, prant de Gohelwar, presidència de Bombai. Està format per un sol poble amb 3 tributaris independents. Superfície 3 km² i població el 1991 de 1.181 habitants. Els ingressos estimats eren de 200 lliures de les quals 50 eren pagades com a tribut al Gaikwar de Baroda i 6 al nawab de Junagarh. La població de Songgarh està situada a 30 km a l'oest-sud-oest de Bhaunagar; una estació civil propera britànica pagava un tribut als giràsies de 30 lliures. En aquesta estació residia el subagent polític i el seu ajudant.